# 氐人族
氐人族是一個傳說中的民族，載於《山海經·海內南經》中。氐人族外型人身魚尾，如同西方童話中的美人魚。